# تحت المراقبة (مسلسل)
تحت المراقبة (Taht El Moura9aba) هو مسلسل كوميدي جزائري، من إنتاج شركتي Not Found Prod وWelcome Advertising عرض ابتداءا من رمضان 2016 على التلفزيون الجزائري والجزائرية الثالثة. تدور أحداث المسلسل حول یومیات عمال جزائريين داخل مكاتب شركة عامة، يديرها سى الطاهر (عبد القادر السيكتور) الذي يكون مشتتا بين العمال ومراقبتهم ، تسيير عماله الغريبي الأطوار، أو إدارة حياته الشخصية مع زوجته الثانية وابنته المدللة، حيث يكون كل عامل ذو شخصية مختلفة، الأمر الذي يضيف نكهة فكاهية مليئة بالمواقف الطريفة.

## الادوار
ّْ
| الممثل/الممثلة      | اسم الشخصية               | الدور                                         | التفاصيل                                                                    | مواسم الظهور       |
| ------------------- | ------------------------- | --------------------------------------------- | --------------------------------------------------------------------------- | ------------------ |
| عبد القادر السيكتور | طاهر عبد الجبار           | مدير شركة طاهر عبد الجبار للإستثمار           | المدير العصبي الذي يحاول بشتى الطرق التحكم بموظفيه المزعجين                 | الموسم 1 والموسم 2 |
| نبيل عسلي           | عبد الله عبد الجبار       | الابن الأكبر لـ طاهر عبد الجبار               | ابن طاهر ووريثه الأول في الشركة وهو معروف بشخصيته المغرورة                  | الموسم 2           |
| مونية بن فغول       | ميمي (مختارية) عبد الجبار | ابنة طاهر عبد الجبار                          | ابنه طاهر المدللة والمزعجة وصاحبة المشاكل                                   | الموسم 1 والموسم 2 |
| جميلة الشيحي        | كريمة                     | موظفة في شركة طاهر عبد الجبار                 | اقرب شخص لطاهر وهي زوجته في السر                                            | الموسم 1 والموسم 2 |
| شهرزاد كراشني       | فريال                     | موظفة في شركة طاهر عبد الجبار                 | تكره ميمي لأنها سبب في انتقالها إلى "الارشيف" وهي واقعة في حب عبد الله      | الموسم 1 والموسم 2 |
| مريم أوكبير         | زهرة                      | وجه شركة طاهر عبد الجبار                      | موظفة فقيرة ومثرثرة، تحب الاكل والبكاء ومشاركة همومها                       | الموسم 1 والموسم 2 |
| مراد صاولي          | صابر                      | رئيس قسم المحاسبة في شركة طاهر عبد الجبار     | معروف انه يحب ميمي ومعروف ايضا بكونه "شيات"                                 | الموسم 1 والموسم 2 |
| احسن بشار           | محمد (موحا)               | المسؤول عن الكافيتريا في شركة طاهر عبد الجبار | موظف يبيع الاشياء بضعف ثمنها الاصلي ومعروف انه يحب مباريات كرة القدم        | الموسم 1 والموسم 2 |
| محمد بن محمد        | عادل                      | محامي الشركة                                  | موظف معروف بغبائه ورائحة فمه الكريهة                                        | الموسم 1 والموسم 2 |
| عادل ترباجي         | حسان                      | السائق الشخصي لـ ميمي                         | معروف بثرثرته وصوته العالي وهو قريب العربي                                  | الموسم 1 والموسم 2 |
| كمال زرارة          | العربي                    | حارس الامن في الشركة                          | موظف غبي لكن قلبه حنون وهو قريب حسان                                        | الموسم 1 والموسم 2 |
| لويزة نهار          | نانسي (نصيرة)             | عاملة النظافة في الشركة                       | معروفة بشخصيتها الشجاعة وصوتها المزعج لكن حلمها الكبير ان تصبح مغنية مشهورة | الموسم 1 والموسم 2 |
| جمال عوان           | فريد                      | موظف في شركة طاهر عبد الجبار خطيب ميمي        | انشط موظف في الشركة وهو معروف بأسلوبه المحترم وسرعة بديهته                  | الموسم 1           |

## ظهور خاص
| الممثل/الممثلة | اسم الشخصية | الدور                   | موسم الظهور | رقم الحلقة      |
| -------------- | ----------- | ----------------------- | ----------- | --------------- |
| زوبير بلحر     | (غير معروف) | مدرب رياضة              | الموسم 1    | 8               |
| نسيم حدوش      | (غير معروف) | زبون خليجي              | الموسم 2    | 19              |
| نوميديا لزول   | ياسمين      | خطيبة عبد لله الأمريكية | الموسم 2    | 25، 26، 27 و 28 |

## المواسم
| المواسم | عدد الحلقات | القناة             | البث الأصلي  | البث الأصلي   |
| المواسم | عدد الحلقات | القناة             | أول عرض      | أخر عرض       |
| ------- | ----------- | ------------------ | ------------ | ------------- |
| 1       | 27          | التلفزيون الجزائري | 6 يونيو 2016 | 2 يوليو 2016  |
| 2       | 28          | الجزائرية وان      | 27 مايو 2017 | 23 يونيو 2017 |